# Hugo Conwentz

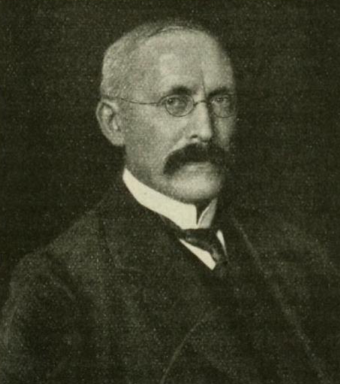
Hugo Conwentz

Hugo Wilhelm Conwentz (ur. 20 stycznia 1855 w miejscowości Święty Wojciech koło Gdańska, zm. 12 maja 1922 w Berlinie) – niemiecki botanik i paleobotanik, muzealnik, pionier europejskiej ochrony przyrody.

## Życiorys
Ojciec Hugona – Abraham – był rolnikiem w Świętym Wojciechu, jednak jakiś czas po urodzeniu się Hugo, osiedlił się przy ul. Mariackiej 28 w Gdańsku i prowadził w tym mieście przedsiębiorstwo handlującą materiałami opałowymi – drewnem i węglem. Rodzina pochodziła z Holandii, gdzie nosiła nazwisko Convent i należała do mennonitów. Hugo miał sześcioro rodzeństwa. Ukończył gdańską szkołę św. Jana (Realgymnasium zu St. Johann), gdzie botaniką zainteresował go uczący tam Theodor Bail. Studiował na Uniwersytecie Wrocławskim m.in. u botanika profesora Göpperta oraz w Getyndze. Po ukończeniu studiów został w roku 1876 asystentem Göpperta na Uniwersytecie Wrocławskim, pracując w należącym do tej uczelni ogrodzie botanicznym i w 1876 obronił tamże pracę doktorską poświęconą skamieniałemu drewnu z dyluwium północnych Niemiec („Über die versteinten Hölzer aus dem norddeutschen Diluvium”).
Od 4 stycznia 1880 zaczął pełnić funkcję dyrektora Zachodniopruskiego Muzeum Prowincjonalnego w Gdańsku i był nim do 1910 r. W roku 1906 objął urząd konserwatora przyrody w Prusach (państwowy opiekun pomników przyrody - niem. Staatliche Stelle für Naturdenkmalpflege in Preußen), początkowo pełnił tę funkcję w Gdańsku; a w 1910 przeniósł się wraz z urzędem do Berlina. Sam zabiegał o utworzenie tego urzędu i do końca życia budował struktury ochrony przyrody w Niemczech.
W sierpniu 1919 r. pojął za żonę Szwedkę Gretę Ekelöf (1882–1933, bibliotekarkę Biblioteki Państwowej w Sztokholmie, która po śmierci męża wydała bibliografię jego prac – „Bibliographia Conwentziana. 1874-1922”).
Zmarł na skutek komplikacji pooperacyjnych. Został pochowany na cmentarzu Südwestkirchhof Stahnsdort w Berlinie, jego nagrobek zachował się. 

## Działalność

### Popularyzacja i ochrona przyrody
Jako organizator i pierwszy dyrektor Zachodniopruskiego Muzeum Prowincjonalnego w Gdańsku powiększył pierwotną kolekcję przejętą od gdańskiego Naturforschende Gesellschaft (Towarzystwa Przyrodniczego). W tym celu prowadził badania archeologiczne na obszarze Prus, ponadto stworzył dużą sieć terenowych współpracowników muzeum, których zadaniem było pozyskiwanie dla muzeum okazów przyrodniczych lub archeologicznych albo wiadomości o dokonywanych przez miejscową ludność odkryciach takich obiektów. Conwentz otrzymał także duże zbiory od wielu kolekcjonerów. W efekcie tych działań kiedy ustąpił ze stanowiska kolekcja muzealna powiększyła się dziesięciokrotnie w stosunku do początkowego stanu.
W trakcie działalności w Gdańsku był także (w 1906) inicjatorem utworzenia rezerwatu w Górkach Wschodnich, na terenie którego znajduje się obecnie rezerwat „Ptasi Raj”, jak również dokonał inwentaryzacji największych głazów narzutowych na Pomorzu Gdańskim.
Był twórcą nowego znaczenia pojęcia „pomnik przyrody” (wprowadzonego przez Aleksandra von Humboldta na przełomie XVIII i XIX wieku). Przyczynił się także do powstania pierwszego na świecie urzędu konserwatora przyrody (państwowy opiekun pomników przyrody - niem. Staatliche Stelle für Naturdenkmalpflege in Preußen) i jako pierwszy piastował tę funkcję. Wprowadzał w Prusach ochronę gatunkową.
Popularyzował ideę ochrony przyrody publikując prace w wielu krajach Europy i w Stanach Zjednoczonych. Odbywał liczne podróże zagraniczne wygłaszając referaty i odczyty m.in. w Sztokholmie, Uppsali, Londynie, Wiedniu, Paryżu, Pradze, a także w Poznaniu, Bydgoszczy i Toruniu. Korespondował z Marianem Raciborskim przyczyniając się do powstawania zrębów ochrony przyrody w Polsce. W ostatnich latach życia poświęcił się zwłaszcza nauczaniu ochrony przyrody i krajoznawstwa w szkołach. Przygotowywał pracę „Heimatkunde und Heimatschutz in der Schule”, jednak nie skończył jej – pośmiertnie w 1922 opublikowana została tylko jej część pierwsza. 
Doprowadził w 1918 r. do wyłączenia fragmentu Puszczę Białowieską o powierzchni około 3 tys. ha (w widłach Narewki i Hwoźnej) spod masowej, rabunkowej wycinki prowadzonej przez armię niemiecką od 1915 r. Fragment ten stał się jądrem późniejszego rezerwatu ścisłego (dziś obszar ochrony ścisłej) w obrębie Białowieskiego Parku Narodowego. Dzięki niemu zaniechano także planów budowy kolejki leśnej na tym fragmencie.

### Działalność naukowa
Hugo Conwentz specjalizował się w badaniach skamieniałych szczątków roślinnych w bursztynie bałtyckim, czyli inkluzji roślinnych. Korzystając z bardzo bogatych kolekcji inkluzji w zbiorach kierowanego przez siebie muzeum oraz z kolekcji innych instytucji lub osób opublikował dwie obszerne i bogato ilustrowane monografie poświęcone roślinom w bursztynie bałtyckim oraz rekonstrukcjom macierzystego lasu bursztynodajnego. Sformułował hipotezę, iż wielkie złoża bursztynu bałtyckiego powstały dzięki nietypowo intensywnemu żywicowaniu drzew iglastych, wywołanych ich chorobami. Próbował też określić jaki dokładnie rodzaj drzew był źródłem żywicy, która przekształciła się w bursztyn bałtycki i uznał, że rośliną tą był wymarły gatunek sosny, który nazwał Pinus succinifera.
Prowadził także badania naukowe z zakresu florystyki i fitogeografii. Liczne dane florystyczne publikował w krótkich doniesieniach, sprawozdaniach, a także w obszerniejszych rozprawach. Kilka jego publikacji dotyczyło np. występowania w Prusach Zachodnich współcześnie i w przeszłości kotewki orzecha wodnego Trapa natans. Obszerne opracowanie o występowaniu w Prusach Zachodnich i potrzebach ochrony poświęcił w 1895 trzem taksonom: jarzębowi brekinii Sorbus torminalis, jarzębowi szwedzkiemu S. intermedia i formie płaczącej świerka pospolitego Picea abies f. pendula. Kilka publikacji poświęcił także cisowi pospolitemu Taxus baccata. Wydany w 1900 roku podręcznik botaniki leśnej „Forstbotanisches Merkbuch” zawierał charakterystykę lasów i wykaz drzew pomnikowych w Prusach Zachodnich.
Był członkiem wielu towarzystw naukowych, m.in. Brandenburskiego Towarzystwa Botanicznego (Botanische Verein der Provinz Brandenburg) i Towarzystwa Badań Przyrodniczych w Gdańsku (Naturforschende Gesellschaft in Danzig), w którym przez prawie 30 lat pełnił funkcję sekretarza. Był współzałożycielem Zachodniopruskiego Towarzystwa Botaniczno-Zoologicznego (Westpreussische Botanisch-Zoologische Verein) i do 1905 roku aktywnie uczestniczył w jego działalności, najpierw jako członek zarządu, potem jako członek honorowy.

## Upamiętnienie
W 2013 w Puszczy Białowieskiej odsłonięto tablicę upamiętniającą zasługi Hugo Conwentza dla tej puszczy. Jest też patronem tramwaju Pesa Swing 120NaG SWING Gdańskich Autobusów i Tramwajów o numerze bocznym 1035.

## Wybrane publikacje

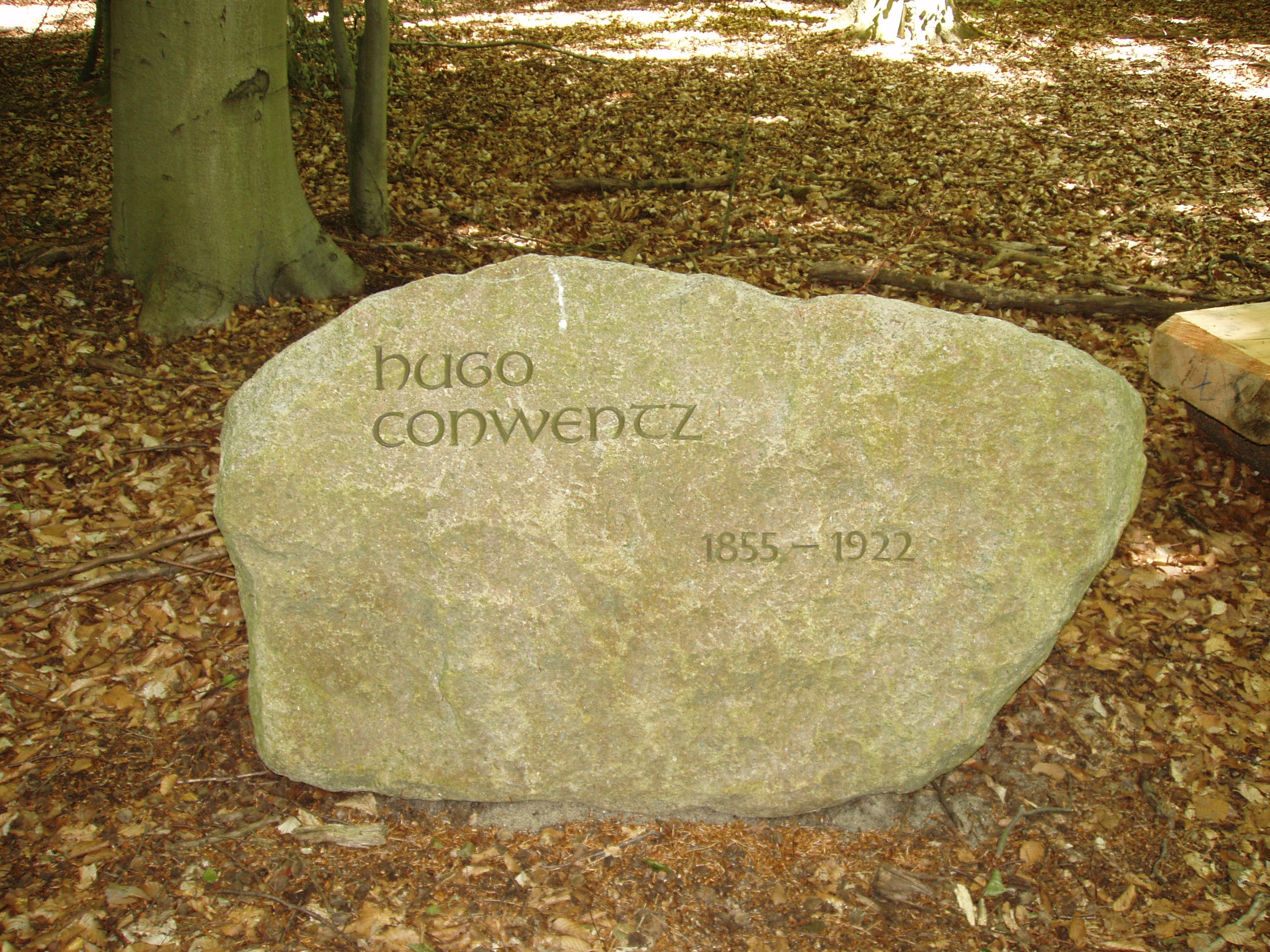
Kamień pamiątkowy na cześć H. Conwentza w rezerwacie Plagefenn w Brandenburgii

Conwentz opublikował przeszło 300 publikacji naukowych, popularnonaukowych lub podręczników poświęconych różnym zagadnieniom z zakresu florystyki, paleobotaniki, leśnictwa, ochrony przyrody, historii badań przyrodniczych w Prusach Zachodnich, geologii, archeologii i muzealnictwa. Wśród jego publikacji znalazły się m.in.:
- Danzig in naturwissenschaftlicher und medizinischer Beziehung (1880)
- Die flora des Bernsteins, Zweiter Band: Die Angiospermen des Bernsteins. Danzig: Engelmann (1886)
- Monographie der baltischen Bernsteinbäume (1890)
- Die Eibe in Westpreußen, ein aussterbender Waldbaum (1892) (wersja cyfrowa z Biblioteki Cyfrowej Mecklenburg-Vorpommern)
- Untersuchungen über fossile hölzer Schwedens (1892)
- Die Moorbrücken im Thal der Sorge auf der Grenze zwischen Westpreußen und Ostpreußen. Ein Beitrag zur Kenntniss der Naturgeschichte und Vorgeschichte des Landes (1897) (wersja cyfrowa z Biblioteki Cyfrowej Mecklenburg-Vorpommern)
- The care of natural monuments with special reference to Great Britain and Germany. Nature 80, 275 (1909)
- Naturschutzgebiete in Deutschland, Österreich und einigen anderen Ländern, Magazyn Towarzystwa Geograficznego w Berlinie (1915) wersja cyfrowa w DigiZeitschriften. Das Deutsche Digitale Zeitschriften Archiv